# Pisa Conservation Area
Das Pisa Conservation Area ist ein unter Naturschutz stehendes Gebiet in der Region Otago auf der Südinsel von Neuseeland. Das Gebiet untersteht dem Department of Conservation.

## Geographie
Das 23.000 Hektar große Gebiet des Pisa Conservation Area erstreckt 10 km südlich des Lake Wānaka über eine Länge von rund 36 km in einer Südwest-Nordost-Richtung. Das Gebiet, das an seiner breitesten Stelle gut 12 km mist, befindet sich auf seiner Westseite zwischen den Gipfellagen der Criffel Range im nördlichen Bereich, der Waiorau Snowfarm im mittleren Bereich und östlich des Cardrona River im südlichen Bereich und den östlichen Hanglagen der Pisa Range auf seiner Ostseite. Die südwestliche Spitze des Schutzgebietes wird durch den Kawarau River begrenzt. Im Nordwesten reicht das Gebiet bis kurz vor dem 1282 m hohen Criffle Peak und im Nordosten bis rund 8 km südlich der kleinen Siedlung Luggate, die direkt am New Zealand State Highway 6 liegt.